# (3245) Jensch
(3245) Jensch es un asteroide perteneciente al cinturón de asteroides, descubierto el 27 de octubre de 1973 por Freimut Börngen desde el Observatorio Karl Schwarzschild, en Tautenburg, Alemania.

## Designación y nombre
Designado provisionalmente como 1973 UL5. Fue nombrado Jensch en honor al astrónomo e ingeniero alemán Alfred Jensch.